# Pletací jehla
Pletací jehla je hlavní nástroj, s jehož pomocí se tvoří očka na pletacích strojích. 

## Funkce jehly při strojním pletení

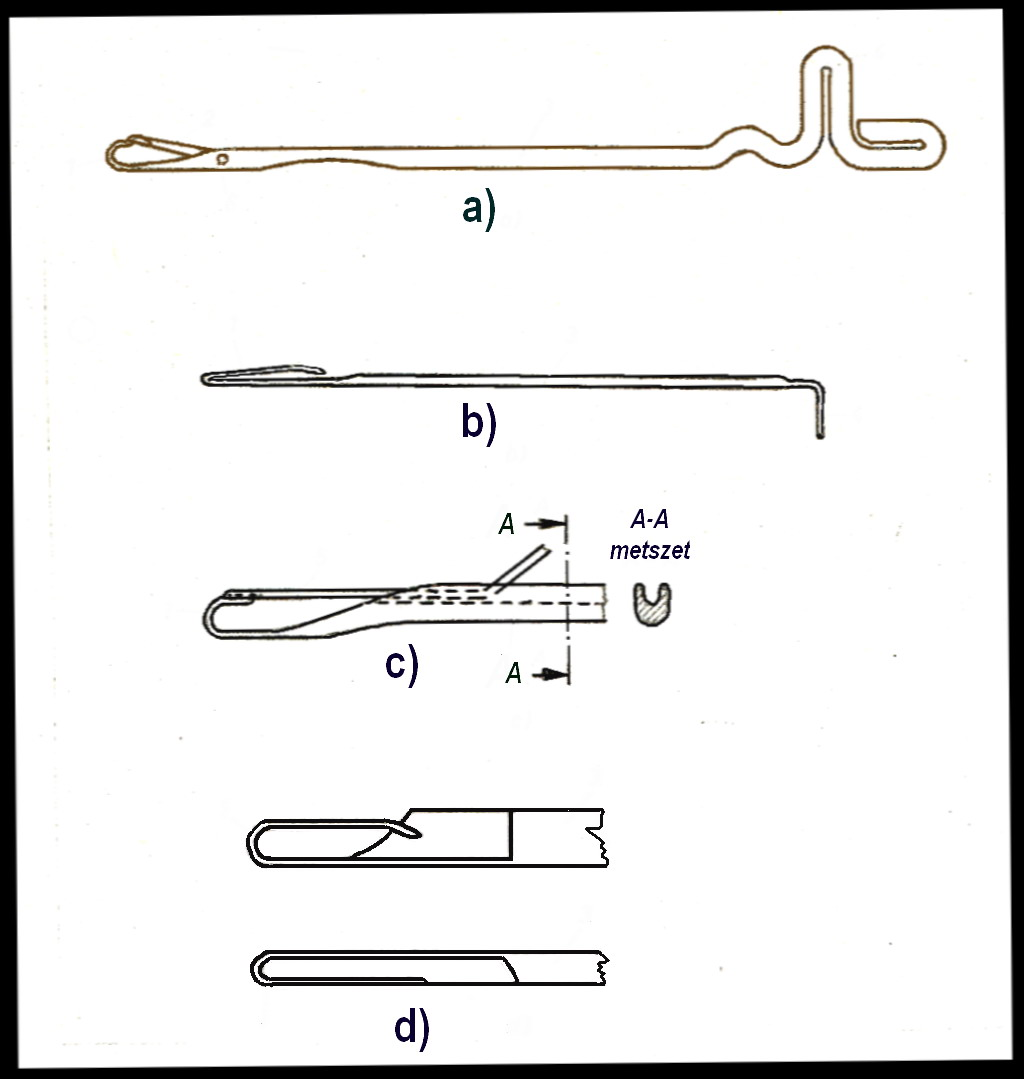
Pletací jehly

Na jehle se zachycují kličky z nití, ze kterých se vytvářejí pomocí dalších nástrojů očka jako základní prvek pleteniny. Tvorba očka a jeho napojení na řádek nebo sloupek pleteniny probíhá v několika fázích, během kterých se otevírá a uzavírá přístup pod hlavici jehly. Jehla nebo její části (špička, jazýček, uzavírací drátek) při tom vykonávají určitý pohyb koordinovaný s pomocnými nástroji (kladecí jehla, otevírač jazýčku, uzavírací platina atd.)
Jednotlivé fáze se dají seřadit následovně: uzavírání – kladení – nanášení – dohoz – zatahování.
Tento cyklus se opakuje až šedesátkrát za sekundu. Aby se snížilo tření mezi povrchem jehly a nití, nanáší se na jehly speciální olej, povrchová teplota může přesto dosáhnout až 100 °C. 
O průměrné životnosti jehel nejsou známé žádné statistiky, z údajů jednoho výrobce se dá životnost jen hrubě odhadovat na 4000 provozních hodin. 
Pracovní postup je pak přizpůsoben především druhu použitých pletacích jehel. K nejznámějším patří (viz schematický nákres vpravo): Jazýčková (a), háčková (b), trubičková (dvoudílná) (c) a karabinová jehla (d). 

## Druhy jehel

### Háčková jehla
(angl.:bearded needle, něm.: Spitzennadel) Háčkovými jehlami byl vybaven už nejstarší známý pletací stroj (stocking frame Angličana Leeho z roku 1589). Pohyb špičky - uzavírání a otvírání hlavice jehly – je ovládán lisovacím zařízením. Háčkové jehly se používají na osnovních pletacích strojích a kotonových a zátažných stávcích.

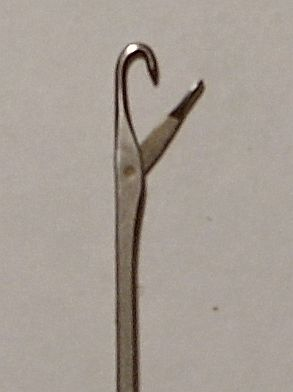
Jazýčková pletací jehla

### Jazýčková jehla
(angl.: latch needle, něm.: Zungennadel) byla vynalezena v roce 1856. Jazýček jehly se uzavírá příslušným pohybem niti a otevírá s pomocí nožového nebo kartáčového otevírače. Použití: zejména okrouhlé, ploché zátažné stroje a rašly.

### Trubičková (dvoudílná) jehla
(angl.: compound needle, něm.: Schiebernadel) klade menší odpor niti při tvorbě očka, uplatňuje se proto hlavně na rychloběžných strojích (zejména na osnovních stávcích).  Pro konstrukci plochého pletacího stroje se čtyřmi jehelními lůžky (japonské firmy Shima Seiki) jsou trubičkové jehly naprosto nezbytné.
Také při pletení s trubičkovými jehlami na galonových stávcích je příze méně namáhána, dají se použít různé druhy příze v širokém rozsahu. Na proplétacích strojích se používají trubičkové jehly zvůíštmí konstrukce (se špičatou hlavicí), použití na okrouhlých pletacích strojích je velmi omezené.
Nejstarší patent na trubičkovou jehlu pochází od Angličana Jeacocka z roku 1856.  

### Karabinová jehla
(angl.: carbine needle, něm.: Karabinernadel)
Špička jehly má tvar ouška s postranní skulinou, kterou se navléká a vysouvá nit během pletení, poloha špičky se nemění. Použití karabinových jehel je omezené na určité druhy galonových stávků.

## Uložení jehel na pletacích strojích[1]
- Na zátažných pletacích strojích jsou jehly volně uloženy v drážkách otočného věnce nebo válce. Patky jehel prochází vlnovitou drážkou pevně stojícího tzv. zámku tak, že se během každé otáčky stroje jednotlivě zvedají a klesají.
- Na kotonech a osnovních strojích jsou jehly upevněny (zality) po celé šířce stroje v jednom lůžku, se kterým se jen všechny společně mohou pohybovat.
- Zátažné francouzské stávky mají pletací jehly pevně usazené ve věnci, který vykonává jen kruhový pohyb.

Hustota ojehlení pletacích strojů se udává obvykle tzv. anglickým číslem (E), což je počet jehelních roztečí na 1“ (anglický palec = 25,4 mm). Např. jemnost 20 E je 20:2,54 = cca 8 jehel/cm. Hustota ojehlení je totožná s údajem o jemnosti stroje.

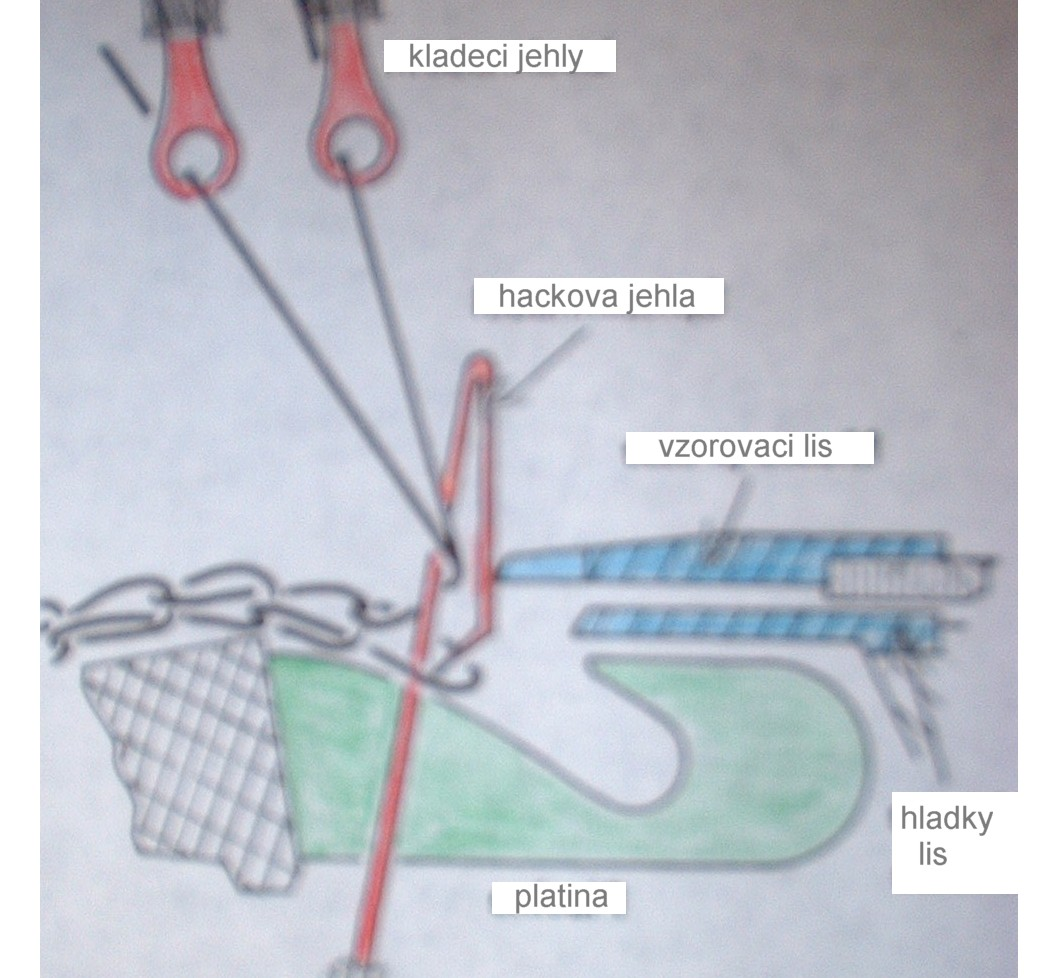
Schéma osnovního pletacího stroje:(nahoře - kladecí, dole háčková jehla)

Praktické příklady:
| Druh stroje      | šířka / průměr | hustota ojehlení (E) | počet jehel / stroj | druh pleteniny |
| ---------------- | -------------- | -------------------- | ------------------- | -------------- |
| plochý zátažný   | 2000 mm        | 14                   | 3630                | šál            |
| okrouhlý zátaž.  | 30“            | 20                   | 1872                | plyš           |
| okrouhlý zátaž.  | 30“            | 44                   | 4120                | žerzej         |
| punčoch. automat | 4“             | 34                   | 76                  | 20 den         |
| osnov. stávek    | 6600 mm        | 36                   | 9354                | trikot         |

## Pojmy související s pletacími jehlami
- Proplétací jehla má dutý stvol a hlavici s tuhým, poměrně krátkým háčkem s ostrou špicí. K uzávěru hlavice slouží posuvná platina - jazýček. Proplétání se podobá osnovnímu pletení, jen jednotlivé úkony proplétací („pracovní“) jehly se poněkud liší od jehel pletacích. Použití: Stroje na proplétání vlákenných roun (Malimo, Arachne atd.)

- Na osnovních strojích je ke každé pletací jehle nit přiváděna nejméně jednou kladecí jehlou. Je to proužek z ocelového plechu s kulatým otvorem (příklad je znázorněn na snímku vpravo dole).

- Na některých moderních tkacích strojích k výrobě stuh (a pod. textilií) se zavádí do osnovy dvěma kladecímí jehlami dvě útkové niti nad sebou a kraj tkaniny se zpevňuje provazováním obou útků s pomocí pletací jehly. [8]
- Jehly na ruční pletení se nazývají jehlice[9]

## Výroba jehel
Jehly se vyrábí ražením (štancováním) nebo tažením ze speciálního drátu.
Výrobou jehel se ve světě zabývá jen několik vysoce specializovaných firem. Součástí jedné z nich je také bývalá AKRA v Českých Budějovicích. 
Informace o vyráběném množství a o světovém obchodě s jehlami se dají získat jen z velmi drahých publikací. 